# Международная научная премия имени Виктора Амбарцумяна
Международная научная премия имени Виктора Амбарцумяна (арм. Վիկտոր Համբարձումյանի անվան միջազգային գիտական մրցանակ) — одна из престижных наград в области астрономии, астрофизики, а также в смежных с ними областях физики и математики. Названа именем выдающегося астрофизика XX века, академика АН СССР, Национального героя Армении, дважды Героя Социалистического Труда Виктора Амазасповича Амбарцумяна. Вручается президентом Республики Армения один раз в два года.

## Основные сведения

### История
Международная научная премия имени Виктора Амбарцумяна является одной из важнейших наград в астрономии и астрофизики и в смежных с ними областях физики и математики. Премия основана 16 апреля 2009 года президентом Республики Армения Сержом Саргсяном. Премия вручается выдающимся учёным любой национальности, имеющим значительный вклад в области астрофизики и в тех смежных областях физики и математики, которые связаны с научной деятельностью академика Виктора Амбарцумяна. Изначально премия составляла 500 тысяч, а с 2016 года — 300 тысяч долларов США, она вручается один раз в два года, начиная с 2010 года.

### Отбор кандидатов
Согласно положению о присуждении международной научной премии имени академика В. А. Амбарцумяна право выдвижения работ на премию предоставляется следующим лицам:
1. лауреатам Нобелевской премии,
2. президиумам национальных академий наук,
3. учёным советам обсерваторий,
4. соответствующим советам кафедр университетов.

Выдвижение учёного на соискание премии не допускается в том случае, если представленной работе уже была присуждена другая крупная международная премия или представленная работа одновременно выдвинута на соискание другой крупной международной премии. Отбор кандидатов производит Международная комиссия, в составе которой 9 человек. 1⁄3 состава комиссии обновляется один раз в два года. Лауреаты выбираются тайным голосованием комиссии.

#### Члены Международной комиссии
Членами Международной комиссии являются:
1. Радик Мартиросян (председатель) — президент Национальной академии наук Республики Армения, академик НАН РА, доктор физико-математических наук ( Армения),
2. Катрин Кесарски[англ.] — президент Международного астрономического союза (2006—2009), доктор философии по астрономии ( Франция),
3. Анатолий Черепащук — директор Государственного астрономического института имени П. К. Штернберга, академик РАН, доктор физико-математических наук ( Россия),
4. Норио Каифу — президент Международного астрономического союза, доктор наук ( Япония),
5. Мишель Майор — почётный профессор Университета Женевы, доктор философии по астрономии ( Швейцария),
6. Ваге Петросян — профессор Стэнфордского университета ( США),
7. Брайан Шмидт — ректор Австралийского национального университета, лауреат Нобелевской премии по физике 2011 года, доктор философии по астрономии ( Австралия),
8. Джозеф Силк — член Лондонского королевского общества, профессор Оксфордского университета, доктор философии по астрономии ( Великобритания),
9. Ерванд Терзян — профессор Корнеллского университета, доктор философии по астрономии ( США).

### Награждение
Международная научная премия имени Виктора Амбарцумяна вручается в день рождения академика Виктора Амбарцумяна — 18 сентября каждого чётного года на Общем собрании Национальной академии наук Республики Армения, созванном по этому поводу. Лауреатам премии вручается денежное вознаграждение, диплом лауреата, почетный знак (медаль) и удостоверения к нему. Премию вручает Президент Республики Армения. Премия не присуждается лауреатам повторно.

### Статистика
К 2019 году было присуждено 6 премий, поделённых между 11 лауреатами. Три премии были вручены гражданам Российской Федерации и по одной — гражданам Швейцарии, Испании, Португалии, Эстонии, Германии, Нидерландов и США. Среди лауреатов премии двое — армянского происхождения.

## Список лауреатов

### 2010-е
| Год  | Портрет                        | Страна, лауреат               | Обоснование награды | Источник информации |
| ---- | ------------------------------ | ----------------------------- | --- | ------------------- |
| 2010 | Мишель Майор                   | Мишель Майор (1⁄3 премии)     | За их важный вклад в изучение связи между планетными системами и окружающими их звёздами Оригинальный текст (англ.)for their important contribution in the study of relation between planetary systems and their host stars | [ 8 ]               |
| 2010 | Гарик Исраелян (1⁄3 премии)    |                               | За их важный вклад в изучение связи между планетными системами и окружающими их звёздами Оригинальный текст (англ.)for their important contribution in the study of relation between planetary systems and their host stars | [ 8 ]               |
| 2010 | Нуну Сантос (1⁄3 премии)       |                               | За их важный вклад в изучение связи между планетными системами и окружающими их звёздами Оригинальный текст (англ.)for their important contribution in the study of relation between planetary systems and their host stars | [ 8 ]               |
| 2012 | Яан Эйнасто                    | Яан Эйнасто (1⁄2 премии)      | За его фундаментальный вклад в дело открытия тёмной материи и космической сети Оригинальный текст (англ.)for his fundamental contributions to the discovery of dark matter and the cosmic web | [ 9 ]               |
| 2012 |                                | Игорь Новиков (1⁄2 премии)    | За его новаторскую формулировку о том, как подтвердить экспериментально, что Вселенная образовалась как горячая Вселенная, и за предложение метода определения массы квазаров Оригинальный текст (англ.)for his pioneering formulation how to confirm observationally that our Universe started as a hot Universe, and for proposing the method for determination of quasar masses                | [ 9 ]               |
| 2014 |                                | Феликс Агаронян (1⁄2 премии)  | За выдающийся вклад в области астрофизики высоких энергий и физики космических ускорителей, и за ведущую роль в развитии стереосистемы черенковских телескопов Оригинальный текст (англ.)for outstanding contributions to the field of high energy astrophysics and to the physics of cosmic accelerators, and leading role in the development of the stereoscopic system of Cherenkov telescopes | [ 10 ]              |
| 2014 |                                | Игорь Караченцев (1⁄4 премии) | За их фундаментальный вклад в космологию локальной Вселенной Оригинальный текст (англ.)for their fundamental contribution in the cosmology of the Local Universe | [ 10 ]              |
| 2014 | Брент Талли (1⁄4 премии)       |                               | За их фундаментальный вклад в космологию локальной Вселенной Оригинальный текст (англ.)for their fundamental contribution in the cosmology of the Local Universe | [ 10 ]              |
| 2016 |                                | Премия не присуждалась        | | [ 11 ]              |
| 2018 | Эд Ван ден Хёвел               | Эд Ван ден Хёвел (1⁄3 премии) | За их пионерские исследования массивных двойных звёзд, в частности, образования релятивистских двойных и источников гравитационных волн Оригинальный текст (англ.)for their pioneering studies of massive binary stars, in particular the formation of relativistic binaries and gravitational-wave sources                                                                                       | [ 12 ] [ 13 ]       |
| 2018 | Александр Тутуков (1⁄3 премии) |                               | За их пионерские исследования массивных двойных звёзд, в частности, образования релятивистских двойных и источников гравитационных волн Оригинальный текст (англ.)for their pioneering studies of massive binary stars, in particular the formation of relativistic binaries and gravitational-wave sources                                                                                       | [ 12 ] [ 13 ]       |
| 2018 | Лев Юнгельсон (1⁄3 премии)     |                               | За их пионерские исследования массивных двойных звёзд, в частности, образования релятивистских двойных и источников гравитационных волн Оригинальный текст (англ.)for their pioneering studies of massive binary stars, in particular the formation of relativistic binaries and gravitational-wave sources                                                                                       | [ 12 ] [ 13 ]       |